# Comtats i senyories de Lotaríngia
La Lotaríngia va esdevenir ducat el 903 i fou partit el 959 en els ducat de Baixa Lotaríngia i ducat d'Alta Lotaríngia. El nom Lotaríngia fou substituït amb el temps pel de Lorena, del qual deriva.
- Comtat d'Aarschot
- Marca d'Anvers
- Comtat d'Arlon
- Comtat d'Astenois
- Comtat d'Avernas
- Comtat de Bar (després ducat de Bar)
- Comtat de Bastogne
- Comtat de Berg
- Marcgraviat de Bergen
- Comtat de Bidgau
- Comtat de Bliesgau
- Comtat de Blieskastel
- Comtat de Bonn
- Ducat de Brabant
- Senyoria de Breda
- Comtat de Brixey
- Comtat de Brugeron o de Brunengeruz
- Comtat de Brussel·les
- Comtat de Cambrai
- Comtat de Castres de Lorena
- Comtat de Charpeigne
- Comtat de Chaumont
- Comtat de Chiny
- Comtat de Clermont (Condroz)
- Comtat de Clervaux
- Comtat de Clèveris
- Comtat de Condroz (Clermont)
- Comtat de Duras
- Comtat de Durbuy
- Comtat d'Eifel
- Senyoria d'Esch
- Arquebisbat d'Estrasburg
- Comtat de Grandpre
- Comtat de Grez
- Comtat de Gueldre
- Comtat d'Hainaut
- Comtat d'Haspinga
- Comtat d'Hesbaye
- Comtat d'Holanda
- Comtat d'Horn
- Comtat d'Hüneburg
- Comtat d'Huy
- Comtat de Jülich
- Comtat de Kessel
- Comtat de Laroche
- Comtat de Lieja (Luihgau)
- Comtat de Limburg
- Comtat de Lomme
- Comtat de Longwy
- Comtat de Loon
- Comtat de Lovaina
- Comtat de Luxemburg
- Comtat de Luihgau (Lieja)
- Comtat de Maasgau o Masau
- Comtat de Mayenfeld
- Comtat de Metz
- Comtat de Moha
- Comtat de Moilla
- Comtat de Molbach
- Comtat de Montaigu
- Comtat de Mortagne de Lorena
- Comtat de Namur
- Comtat de Niedgau
- Comtat de Nurburg
- Comtat d'Ornois
- Comtat de Saargau
- Comtat de Saarbrücken (Sarrebruck)
- Comtat de Saintois
- Comtat de Salm
- Comtat de Saulnois
- Comtat de Sayn
- Comtat de Sorcy
- Comtat de Toneburg
- Comtat de Toul
- Comtat de Toxàndria
- Comtat de Tubalgo
- Comtat de Twenthe
- Bisbat d'Utrecht
- Comtat de Valenciennes
- Comtat de Vaudémont
- Comtat de Verdun
- Comtat de Vianden
- Comtat de Virneburg
- comtat d'Yvois (Woevre)
- Comtat de Zelanda
- Comtat de Zulpich
- Comtat de Zutphen